# マミジロアジサシ

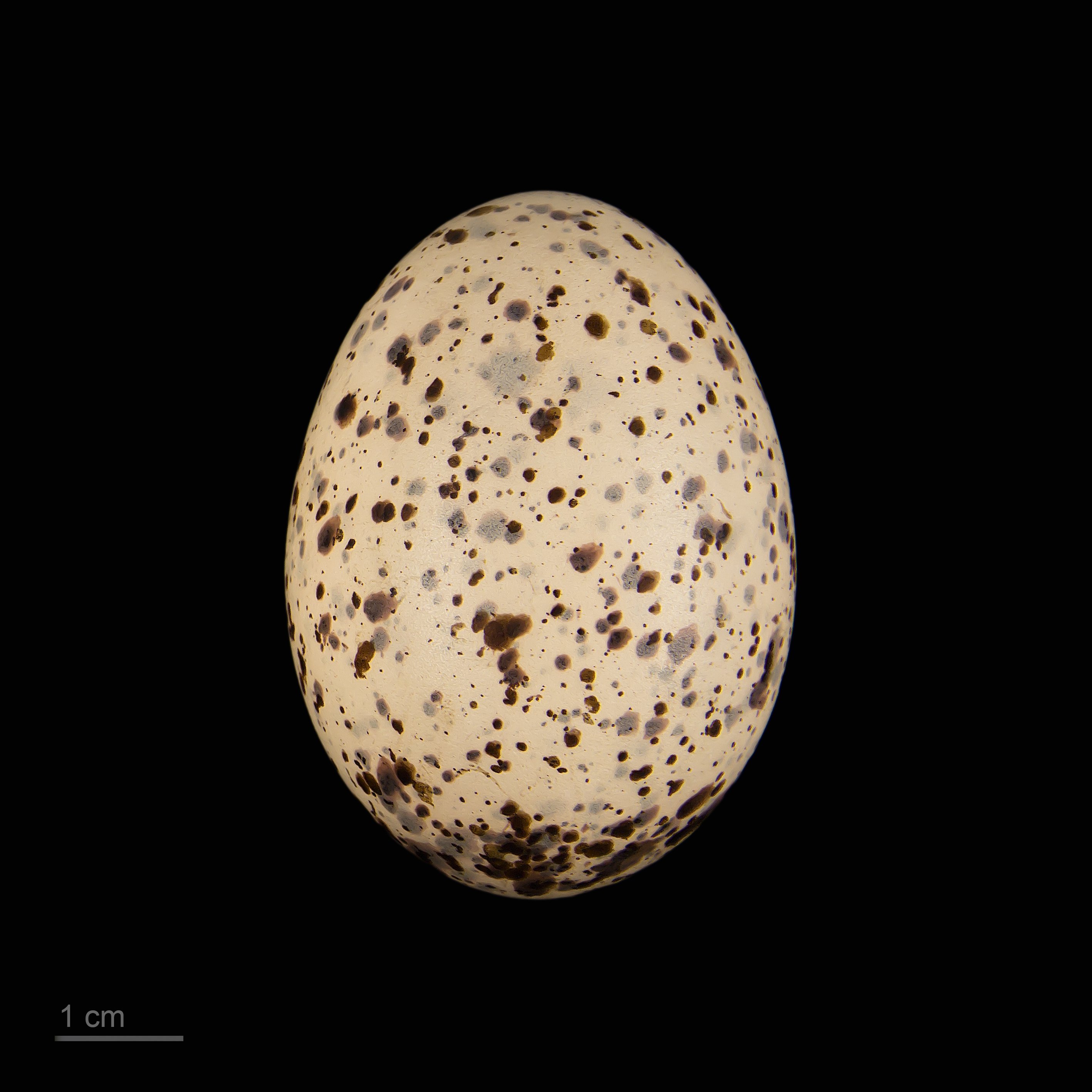
Onychoprion anaethetus

マミジロアジサシ（眉白鯵刺、学名：Onychoprion anaethetus）は、チドリ目カモメ科（アジサシ科とする説もあり）セグロアジサシ属に分類される鳥類の一種である。

## 分布
太平洋、インド洋、大西洋の熱帯及び亜熱帯の島々、オーストラリア北部で繁殖する。非繁殖期は周辺海域に広く分布する。 
日本では基亜種が夏季に宮古列島（宮古島）や八重山列島（石垣島、仲の神島）に繁殖のため飛来する（夏鳥）。本種の繁殖地としては北限にあたる。その他の地域ではまれに飛来する迷鳥で、これまでに北海道や本州、硫黄列島で記録されたことがある。 

## 形態
全長30-38cm。翼開長は76-81cm。頭頂部から後頭部、および通眼線は黒、胴体の背面は灰褐色、喉から顔、胸、腹面は白い羽毛で覆われる。額および眼上部にある眉状の斑紋（眉斑）は白く、和名の由来になっている。雌雄同色である。
嘴や後肢の色彩は黒い。

## 分類
本種は以前はアジサシ属（Sterna）とされていたが、ミトコンドリアDNA研究によりセグロアジサシ属（Onychoprion）に分類されることになった。2024年時点で主要なチェックリストはすべてOnychoprion としている。
4亜種に分けられるとされる。
- Onychoprion anaethetus anaethetus　Scopoli, 1786　マミジロアジサシ

- Onychoprion anaethetus melanopterus    Swainson, 1837
- Onychoprion anaethetus antarcticus    Lesson, RP, 1831  インドヨウマミジロアジサシ
- Onychoprion anaethetus nelsoni    Ridgway, 1919

## 生態
熱帯や亜熱帯域の海洋（外洋を除く）に生息する。冬季は単独もしくは小規模な群れを形成して生活する。
食性は動物食で、魚類や甲殻類を食べる。主に海面近くを飛翔し嘴で獲物をつまみとったり、飛翔しながら空中で静止（ホバリング）し空中から急降下し獲物を捕食する。
繁殖形態は卵生。集団繁殖地（コロニー）を形成する。セーシェルでは7ヶ月間隔で繁殖する。日本では5-6月に海辺の岩礁や草地に、1回に1個の卵を産む。雌雄交代で抱卵し、抱卵期間は28-30日。雛は生後55-63日で飛翔できるようになり、さらに35日後に独立する。
「クラー」「クー」と鳴く。 